# Vítor Moreno
Vítor Moreno (29 de Novembro de 1980) é um futebolista cabo-verdiano, que joga actualmente no Clube de Futebol Estrela da Amadora.